# 보천읍
보천읍(普天邑)은 량강도 보천군의 소재지며 1937년에 보천보에서 보천보전투가 벌어졌다.1952년에 함경남도 혜산군 보천면 보전리를 보천읍으로 개편하였으며 보천군 인민위원회,보천군 인민회의,조선로동당 보천군위원회,보천보혁명박물관,보천보혁명전적지가 있다.

## 보천보혁명전적지
보천읍에 있는 이 혁명전적지는 보천보전투를 기념해 보천보전투를 실감하도록 보천보전투당시 구 보천면사무소,보천우편국,보천소방회관,경찰관 주재소,일본인 료리집,일본인이 운영하는 상점을 복원하였다.이곳에서는 김일성의 혁명전적지 답사행군의 한 코스로 꼽히며 혁명화의 성지중 하나다.량강도 혜산시에는 보천보전투 승리기념탑이 있다.

《참고 문헌:조선향토대백과 량강도편》